# Megalagrion xanthomelas
Megalagrion xanthomelas là một loài chuồn chuồn kim thuộc họ Coenagrionidae là loài đặc hữu của Hawaii. Môi trường sống tự nhiên của chúng là sông ngòi và đất ngập nước với cây bụi là chủ yếu. Chúng hiện đang bị đe dọa vì mất nơi sống.

## Hình ảnh

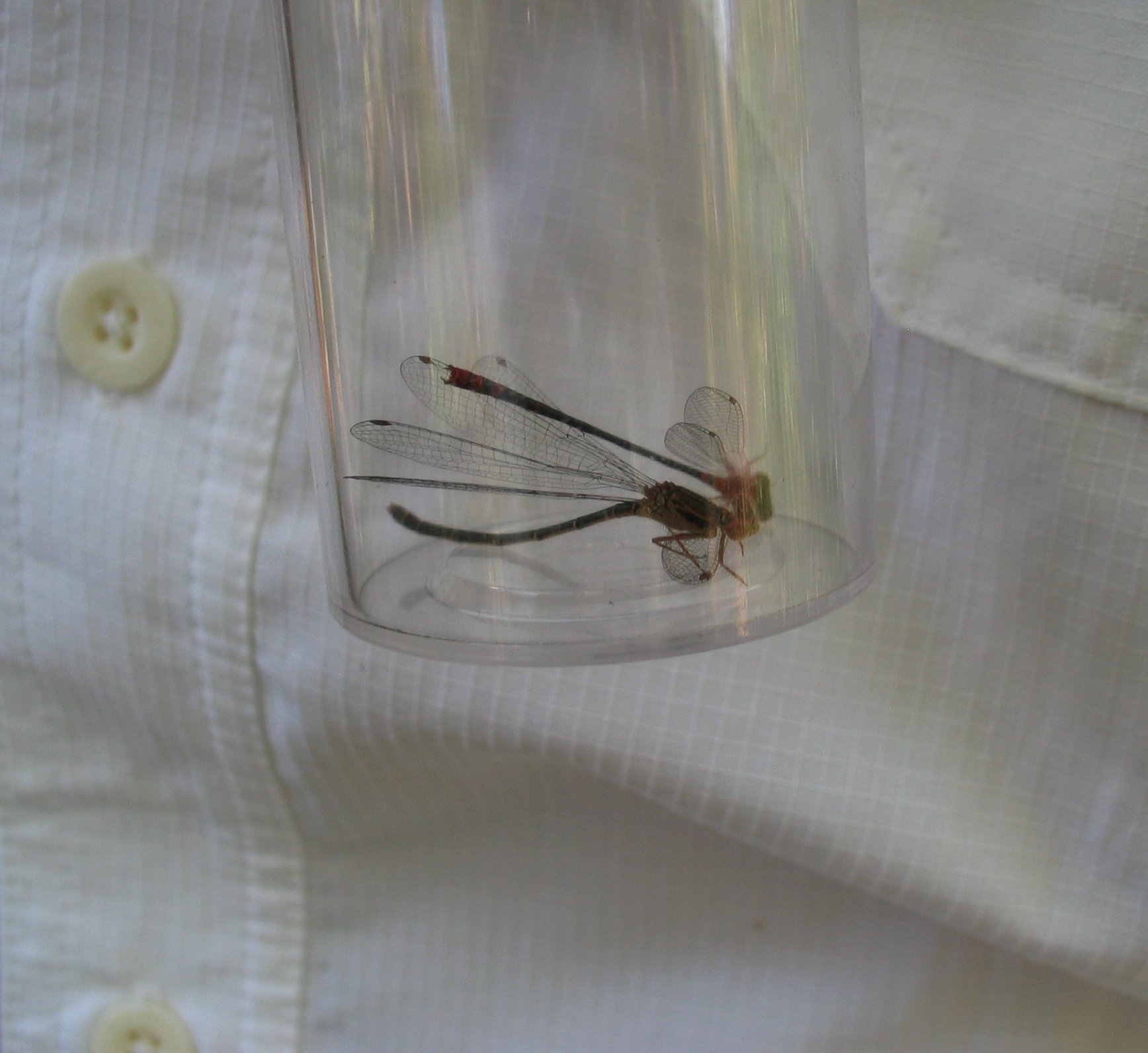
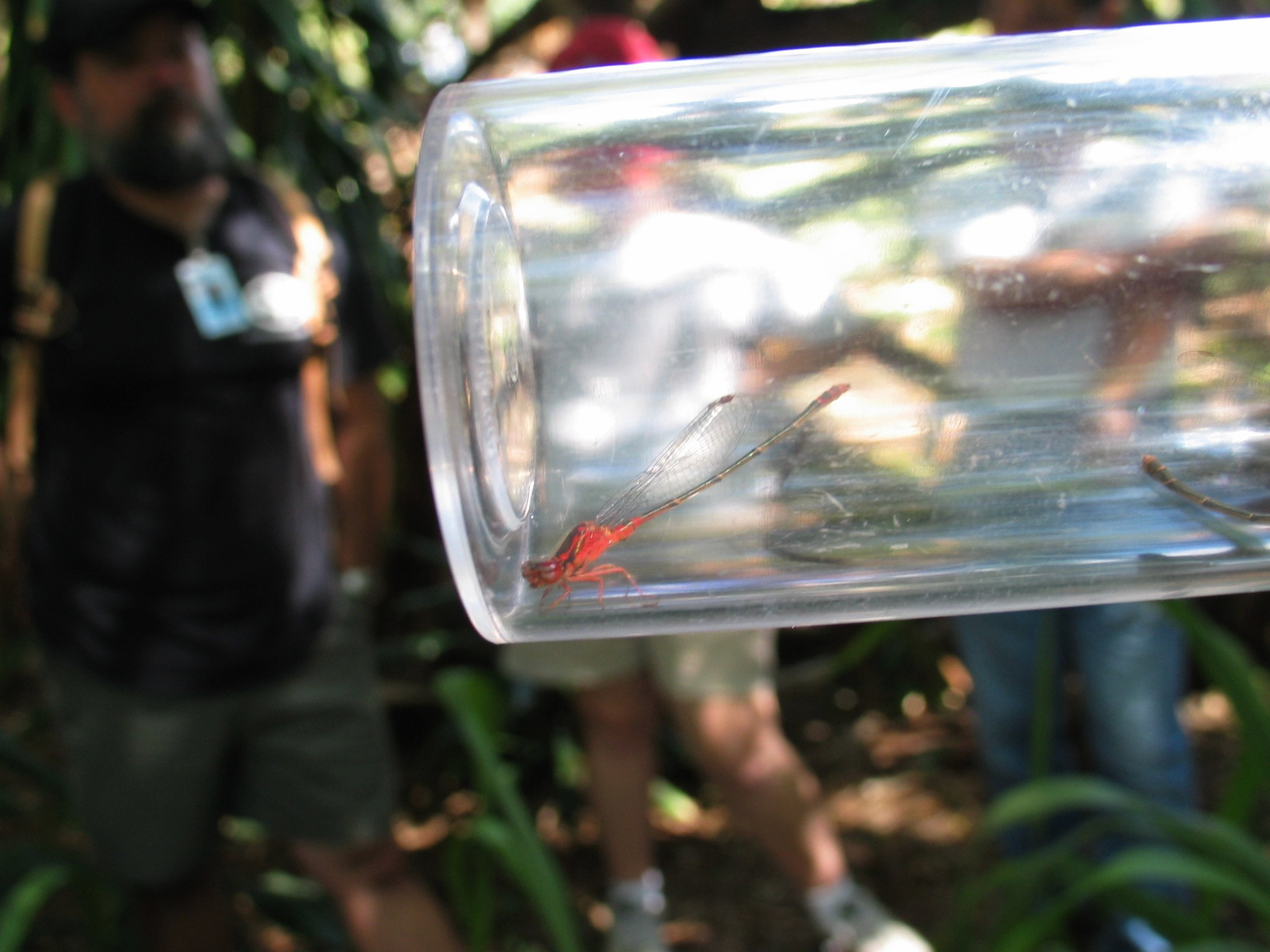
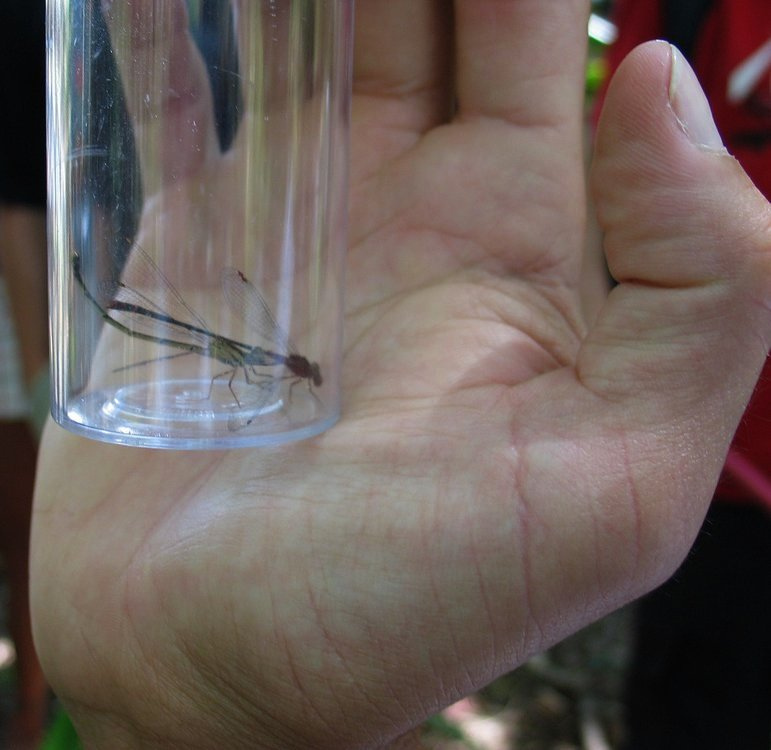